# Grégoire Maret

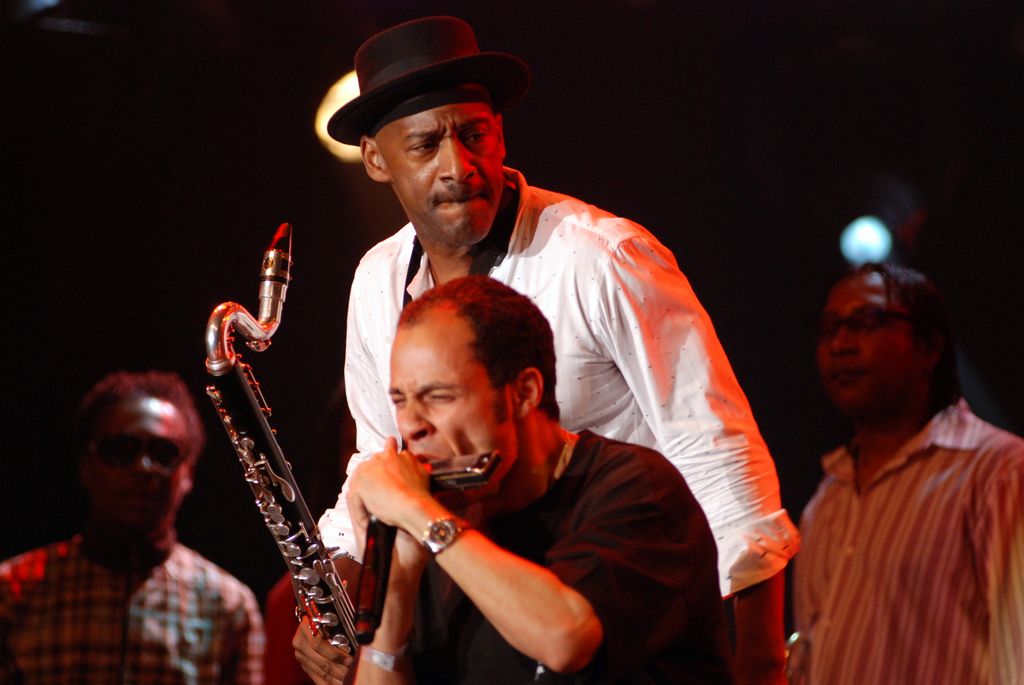
Grégoire Maret vor Marcus Miller beim North Sea Jazz Festival (2007)

Grégoire Maret (* 13. Mai 1975 in Genf) ist ein Schweizer Mundharmonikaspieler, der vor allem im Jazzbereich hervorgetreten ist.

## Leben und Wirken
Maret, der bereits als Kind den Klang der Mundharmonika liebte, begann das Instrument erst mit 17 Jahren zu spielen. Durch seinen Vater, der Banjo in einer Dixieland-Band spielte und Platten von Louis Armstrong und Duke Ellington hörte, kam er früh zum Jazz. Er studierte zunächst auf dem Konservatorium seiner Heimatstadt, bevor er an der Jazzabteilung von The New School in New York seine Studien fortsetzte. Er blieb in New York, wo er früh als Sessionmusiker bei David Sanborn, Meshell Ndegeocello und Jacky Terrasson und in der Gruppe von Steve Coleman arbeitete. Der Schweizer Filmemacher Frédéric Baillif porträtierte ihn in seinem Dokumentarfilm Sideman (2005). Im selben Jahr tourte Maret mit der Band von Pat Metheny, mit der er das mit einem Grammy ausgezeichnete Album The Way Up einspielte. Mit Andy Milne legte er das Duo-Album Scenarios (2007) vor. Nachdem er mit Marcus Miller unterwegs war, wurde er Mitglied der Band von Herbie Hancock. Dann leitete er das Trio Gaïa, zu dem der Pianist Federico Gonzales Peña und der Drummer Gene Lake gehörte. 2010 spielte Maret beim Concert for the Rainforest mit Elton John und Sting.
Zu seinem selbstbetitelten Debütalbum lud er Gäste wie Cassandra Wilson, Marcus Miller, Raul Midón, die Sänger Mark Kibble und Alvin Chea von Take 6 sowie Toots Thielemans ein. 2016 folgte das Album Wanted. Er ist auch an Alben von Cassandra Wilson, Veit Hübner, Joe Beck, George Benson, Leon Parker, Onaje Allan Gumbs oder Bebel Gilberto beteiligt sowie an Chuck Owens Album Whispers on the Wind (2017), das gleich in mehreren Kategorien für die Grammy Awards 2018 nominiert wurde. Gemeinsam mit dem Harfenvirtuosen Edmar Castañeda entstand 2018 das Album Harp versus Harp, das 2019 bei ACT Music veröffentlicht wurde.

## Preise und Auszeichnungen
Maret wurde als Spieler selten eingesetzter Instrumente mehrfach für die Jazz Awards der amerikanischen Jazz Journalists Association nominiert, den er 2014 auch errang; im Kritikerpoll des Down Beat wurde er 2006 und 2008 in der gleichen Kategorie als „rising star“ benannt. 2017 wurde ihm ein Schweizer Musikpreis zuerkannt.

## Diskographische Hinweise
- Wanted (Sunnyside Records 2016, mit Gerald Clayton, James Genus, Terri Lyne Carrington sowie Dianne Reeves, Jimmy Scott, Luciana Souza, Ivan Lins, Chris Potter, Marvin Sewell, Kevin Breit)[2]
- Grégoire Maret, Romain Collin featuring Bill Frisell: Americana (ACT Music 2020, mit Clarence Penn)[3]